# 爱不花 (平章政事)
爱不花（?—?），元朝大臣，元惠宗时中书平章政事。
至正二十二年（1362年），爱不花拜为中书省平章政事。至正二十三年（1363年）三月初一辛丑朔，元惠宗詔中書平章政事愛不花分省冀寧路，擴廓帖木兒遣兵據守。八月，擴廓帖木兒兵至，冀寧分省于是罷除。